# Corme-Royal
Corme-Royal – miejscowość i gmina we Francji, w regionie Nowa Akwitania, w departamencie Charente-Maritime.
Według danych na rok 1990 gminę zamieszkiwały 1204 osoby, a gęstość zaludnienia wynosiła 44 osób/km² (wśród 1467 gmin regionu Poitou-Charentes Corme-Royal plasuje się na 243. miejscu pod względem liczby ludności, natomiast pod względem powierzchni na miejscu 215.).